# Mia Rönnmar
Mia Rönnmar, född 25 april 1973, är en svensk jurist. Hon är professor i civilrätt vid Lunds universitet. Hennes områden är svensk arbetsrätt, komparativ arbetsrätt och arbetsrätt på EU- och Europanivå.
Rönnmar disputerade på avhandlingen "Arbetsledningsrätt och arbetsskyldighet : en komparativ studie av kvalitativ flexibilitet i svensk, engelsk och tysk kontext" vid Lunds universitet 2004. Hon var dekan för den juridiska fakulteten 2015-2020.
Rönnmar är rektor för Malmö universitet sedan den 1 augusti 2024.